# Esperanza y Cía.
Esperanza y Cía. (Ecia), oficialmente «Esperanza y Compañía, Sociedad Anónima», fue una fábrica de armamento fundada en 1925 y establecida desde 1933 en Marquina (Vizcaya) que produjo armas individuales, municiones y morteros para el Ejército de Tierra español y para la exportación. Tras su cierre en 1994, un grupo de sus trabajadores fundaron una nueva empresa, Ecia-Xemein, S.A.L., que sigue activa en 2021.

## Historia
Esperanza y Compañía fue fundada el 19 de noviembre de 1925 por Juan Esperanza Salvador, nacido en Broto, Huesca en 1860 y que ya en 1902 trabajaba como armero en Éibar. En 1908 poseía un taller con ocho empleados y ese mismo año se asoció con Juan Pedro Unceta para crear la compañía P. Unceta y J. Esperanza. En 1913 la sociedad se trasladó a Guernica, donde fabricó distintos modelos de pistolas. En 1925 fundó Esperanza y Cía., asociándose con el entonces capitán de infantería Vicente Valero de Bernabé y Casañez, que pidió la baja en el Ejército para convertirse en el Jefe de Estudios de la nueva empresa, donde diseñó una serie de morteros de gran éxito.
La nueva compañía comenzó a producir la pistola automática Ecia y también produjo prototipos de un fusil ametrallador con el mismo nombre. La empresa se trasladó a Marquina en 1933. Al comienzo de la Guerra Civil la empresa pasó a estar controlada por el Gobierno Vasco, que trasladó la fábrica a Derio para alejarla del frente y luego a Bilbao. Después de la guerra la empresa volvió a Marquina y se especializó en la fabricación de morteros para el Ejército español y también para la exportación.
En 1978 la empresa era el primer exportador de armas de España, con unas ventas totales de 1760 millones de pesetas, antes de que la legislación española cambiara para restringir las ventas, requiriendo previa autorización ministerial y siendo solo posible desde entonces proveer a estados no vetados por las Naciones Unidas. Años más tarde, ya en la década de 1980, el poderoso grupo Explosivos Río Tinto (ERT) entró en el capital de Ecia, donde llegó a controlar hasta un 40% de las acciones de la empresa.
En 1980 un convoy que transportaba material militar de la compañía fue atacado por un comando de la organización terrorista ETA, siendo asesinados en el atentado los seis guardia civiles que lo escoltaban. En 1985 ETA también asesinó a José Martínez Parens, el entonces jefe de seguridad de la empresa.
Dificultades económicas en la década de 1990, debido a la disminución de pedidos, resultaron en suspensiones de pagos y el cierre de la compañía en 1994. Un grupo de trabajadores de la compañía fundaron una nueva empresa, Ecia-Xemein, S.A.L., que sigue activa en 2021.

## Productos

### Pistolas Ecia
Esperanza y Cía. adquirió las patentes de la desaparecida fábrica «Alkartasuna» y fabricó una pistola semiautomática de doble acción.

### Mortero Valero de 60 mm modelo 1926
Declarado reglamentario por real orden circular de 4 de mayo de 1926.
- Calibre : 60 mm

### Mortero Valero de 50 mm modelo 1932
Declarado reglamentario por orden circular de 6 de septiembre de 1932. Mortero de compañía, podía ser transportado y utilizado por un solo individuo.
- Calibre : 50 mm
- Peso de la munición : 780 g
- Alcance: de 50 a 1000 m
- Peso : 7 kg

### Mortero Valero de 81 mm modelo 1933

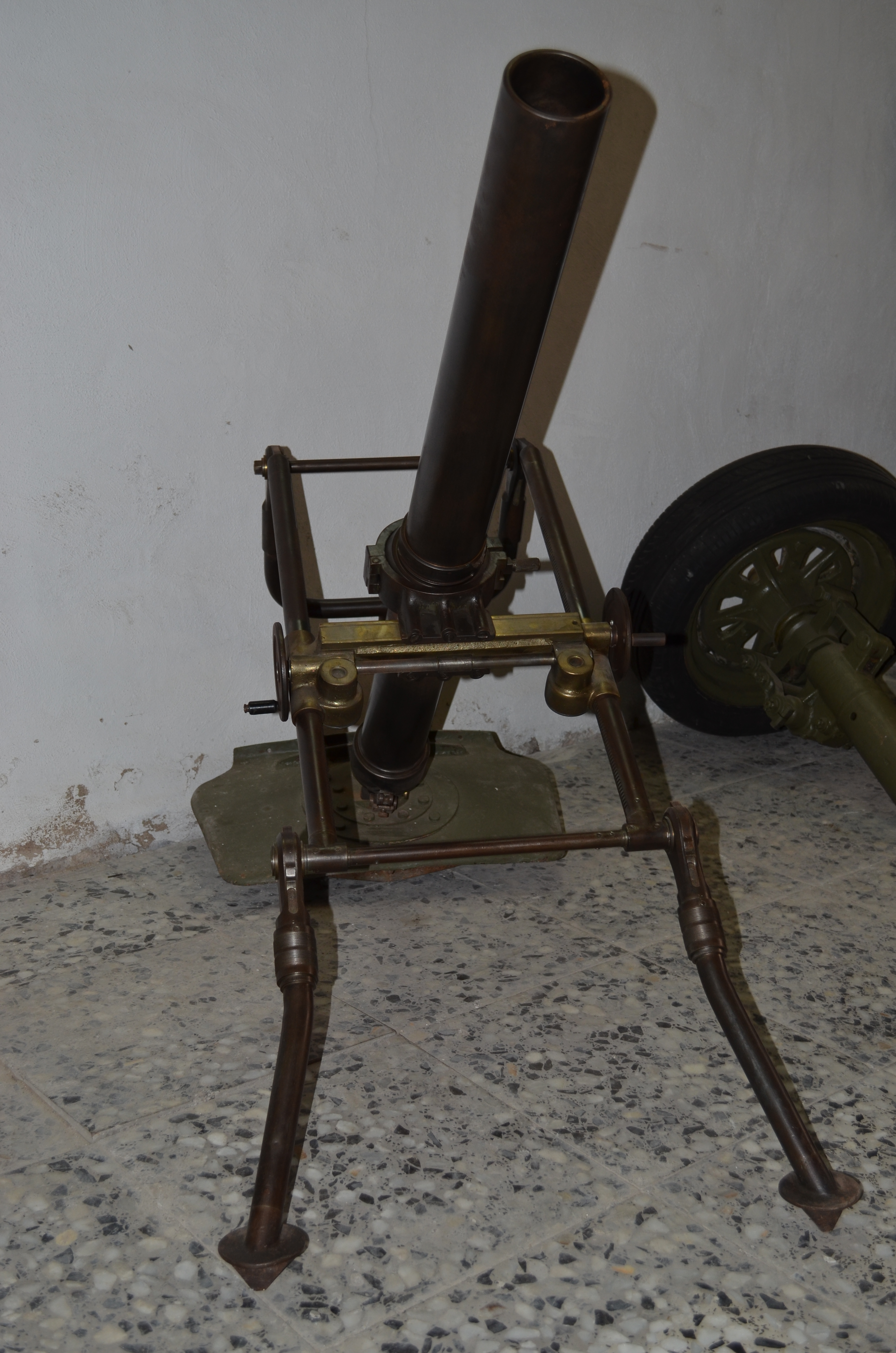
Mortero Ecia Valero de 81 mm

Declarado reglamentario por orden circular de 24 de mayo de 1933, sustituye al modelo 1926 de 60mm como arma de batallón.
- Calibre : 81 mm
- Peso de la munición : 4 kg
- Alcance máximo: 3250 m
- Peso : 63 kg
- Longitud del tubo: 1.2 m

### Mortero «Franco» de 120 mm
Se comenzó a fabricar en 1942.
- Calibre : 120 mm
- Peso : 85 kg
- Alcance máximo: 6400 m
- Cadencia de disparo : 3 disparos/minuto

### Mortero Valero-Ecia de 81 mm modelo 1942
- Calibre : 81 mm[15]

### Mortero Valero-Ecia de 120 mm modelo 1942

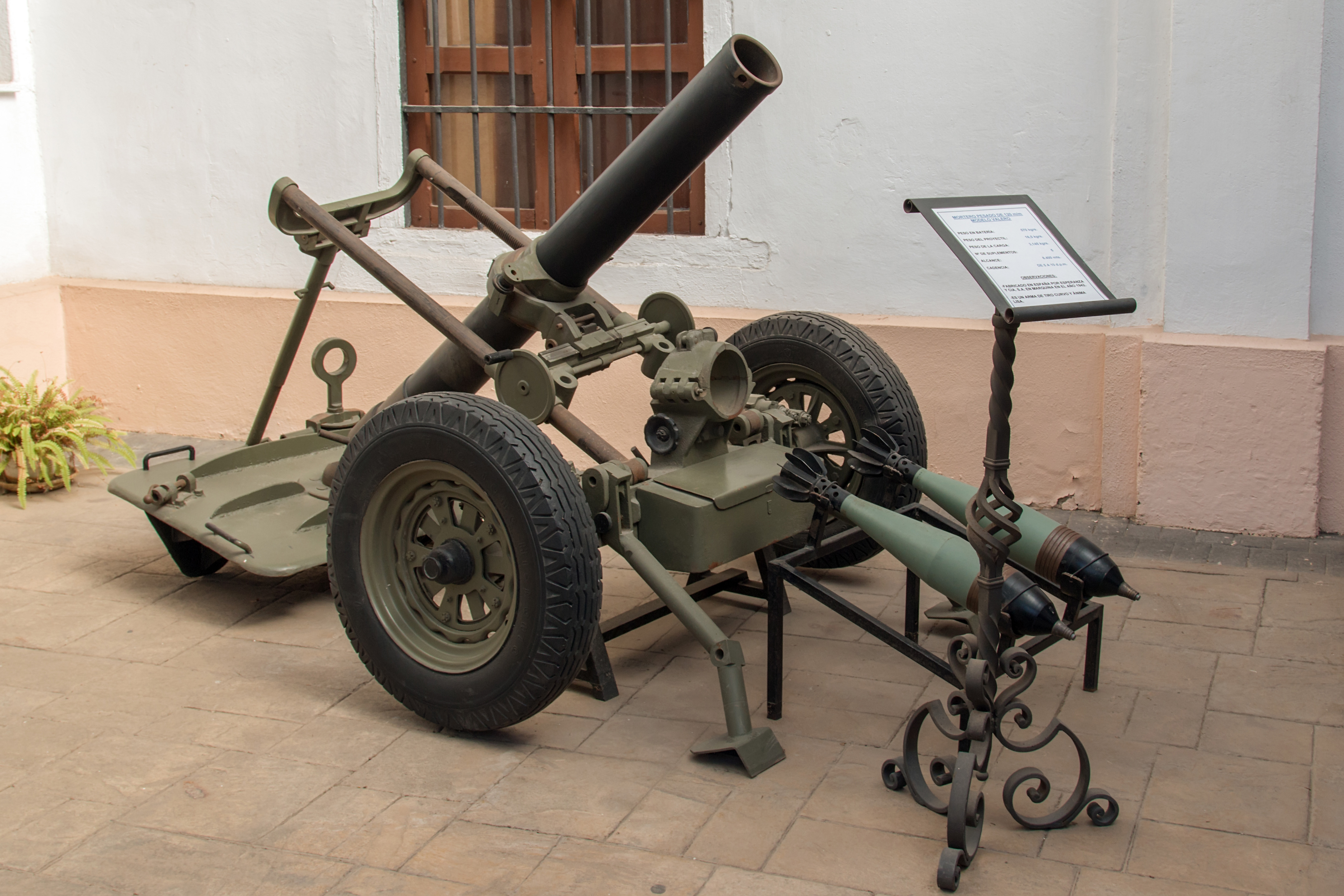
Mortero Ecia Valero de 120 mm

- Calibre : 120 mm[15]

### Mortero Ecia modelo 1951 de 60 mm
Los tres tipos de Ecia modelo 1951 que sustituyeron a los Valero como reglamentarios en el Ejército español pesaban menos y todos usaban el mismo sistema de afuste, el mismo goniómetro, el mismo sistema de disparo y la misma espoleta. Tenían las tablas de tiro impresas en el tubo.

### Mortero Ecia modelo 1951 de 81 mm
Podía ser tranportado, desmontado, por cuatro individuos o por un mulo, o en vehículos.
- Calibre : 81 mm
- Peso de la munición : 3.935 kg (rompedora) 4.154 kg (fumígena)
- Alcance : de 200 a 3145 m
- Cadencia de disparo : 10 a 30 disparos/minuto
- Elevación: de 49.5° a 89.5°
- Peso en posición: 66.37 kg

### Mortero Ecia modelo 1951 de 120 mm
Se transportaba en un carro remolcable.
- Calibre : 120 mm
- Peso de la munición : 16.55 kg (rompedora) 17.7 kg (fumígena)
- Alcance : de 600 a 6400 m
- Cadencia de disparo : 5 a 10 disparos/minuto
- Elevación: de 49.5° a 89.5°
- Peso en posición: 321.62 kg
- Longitud del tubo : 1 m

### Morteros de 60 mm Ecia modelo C, C-2 y L

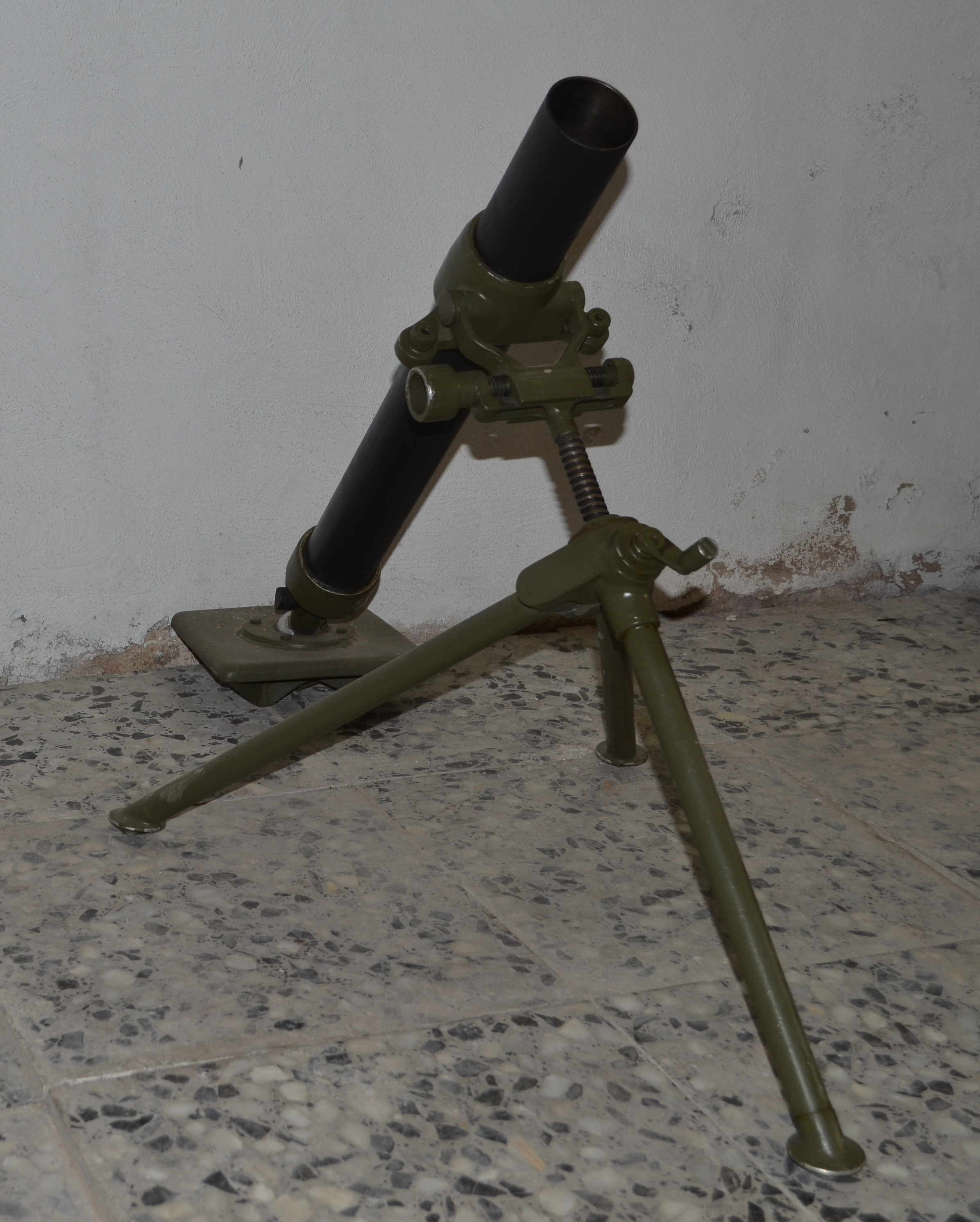
Mortero de 60 mm Ecia modelo L

También llamados «Commando», el modelo C era para unidades de operaciones especiales, el C-2 para montar en vehículos y el L contaba con un bípode para aumentar su alcance a los 2000 m. Su poco peso permitía que fueran transportados y disparados por un solo individuo.
- Calibre : 60 mm
- Peso de la munición : 1.428 kg (explosiva, fumígena) 1.966 kg (iluminante)
- Alcance máximo : 1060 m (C, C-2) 2100 m (L)
- Cadencia de disparo : 30 disparos/minuto
- Elevación : de 49.5° a 89.5°
- Peso en posición : 5 kg (C) 10 kg (L)
- Longitud del tubo : 650 mm

### Morteros de 81 mm Ecia modelos L y L1
Estos morteros estaban equipados con un trípode en vez del bípode habitual. Podían ser trasportados, desmontados, por un equipo de tres sirvientes.
- Calibre : 81.35 mm
- Peso de la munición : 4.13 kg (N) 3.2 kg (NA)
- Alcance máximo : 4100 m (L) 4500 m (L)
- Cadencia de disparo : 15 disparos/minuto
- Peso en posición : 43 kg (L) 45 kg (L1)
- Longitud del tubo : 1.15 m (L) 1.45 m (L1)

### Mortero de 105 mm Ecia modelo L
Este mortero estaba equipado con un trípode y una base circular. Se transportaba montado en un remolque de dos ruedas.
- Calibre : 105 mm
- Peso de la munición : 9.2 kg (HE)
- Alcance máximo : 7050 m
- Cadencia de disparo : 12 disparos/minuto
- Peso en posición : 105 kg
- Peso en transporte : 239 kg
- Longitud del tubo : 1.5 m

### Morteros de 120 mm Ecia modelos SL y L
Transportados en un remolque de dos ruedas.
- Calibre : 120 mm
- Peso de la munición : 16.745 kg (N-HE) 13.195 kg (L-HE)
- Alcance máximo : 5000 m (L/N-HE) 5940 m (L/L-HE) 5700 m (SL/N-HE) 6660 m (SL/L-HE)
- Cadencia de disparo : 12 disparos/minuto
- Peso en posición : 123 kg (SL) 213 kg (L)
- Peso en transporte : 257 kg (SL) 316 kg (L)
- Longitud del tubo : 1.6 m